# Bronbelasting
Bronbelasting is een vorm van belasting die niet bij degene geheven wordt die de belasting draagt, maar bij het ontstaan van de belastinggrondslag.

## Voorbeelden
BtwDe btw wordt door de consument gedragen, maar bij de producenten in iedere stap van de waardeketen geheven.
Loonbelastingde loonbelasting wordt bij de werkgever geheven, is echter deel van de inkomstenbelasting van de werknemer.
Alcoholaccijnsde alcoholaccijns wordt bij de producent geheven, maar door de consument gedragen.
Vermogenswinstbelastingde vermogenswinstbelasting wordt bijvoorbeeld in Duitsland bij de bank geheven, hoewel de klant van de bank haar draagt.